# Initiative populaire « Initiative sur les bourses d'études »
L'initiative populaire  « Initiative sur les bourses d'études » est une initiative populaire fédérale suisse, rejetée par le peuple et les cantons le 14 juin 2015.

## Contenu
L'initiative propose de modifier l'article 66 de la Constitution fédérale en précisant que « la législation relative à l’octroi d’aides à la formation destinées aux étudiants des hautes écoles et des autres institutions d’enseignement supérieur et au financement de ces aides » est du ressort de la Confédération qui doit cependant prendre en compte les besoins spécifiques des cantons. Elle spécifie que ces aides doivent permettre d'assurer un « niveau de vie minimal » pendant la durée de la formation.
Le texte complet de l'initiative peut être consulté sur le site de la Chancellerie fédérale.

## Déroulement

### Contexte historique
En Suisse, les étudiants inscrits dans les hautes écoles ou suivant une formation professionnelle supérieure ont le droit de demander une bourse d'études à condition que leur famille ne dispose pas de moyens suffisants. Ces bourses sont sous la responsabilité des cantons, tant en ce qui concerne les modalités d'attribution que pour les montants octroyés.
L'Union des étudiants de Suisse (UNES) et différents partis politiques de gauche dénoncent depuis de nombreuses années les disparités cantonales provoquant des inégalités, en particulier pour les étudiants de condition modestes. Ces problèmes ont été reconnus par les cantons qui, en 2009, ont créé un « concordat sur les bourses d'études » visant à harmoniser leurs pratiques ; ce concordat a été signé par 16 cantons (représentant près de 70 % de la population). Désireux de confier à la Confédération l'entier du processus, l'UNES dépose cette initiative afin « de permettre aux étudiants suisses de 
recevoir des aides financières publiques leur garantissant un niveau de vie minimal. ».
Précédemment, l'Union des étudiants de Suisse avait déjà déposé deux initiatives populaires sur le thème des bourses d'études : la première en 1972 sur « Le nouveau régime de financement des études » (retirée en 1974) et la seconde intitulée « Formation pour tous – harmonisation des bourses » et lancée en 1991 (n'a pas obtenu le nombre de signatures nécessaire).

### Récolte des signatures et dépôt de l'initiative
La récolte des 100 000 signatures a débuté le 20 juillet 2010. L'initiative a été déposée le 20 janvier 2012 à la chancellerie fédérale qui l'a déclarée valide le 27 février de la même année.

### Discussions et recommandations des autorités
Le parlement et le Conseil fédéral recommandent le rejet de cette initiative. Dans son rapport aux chambres fédérales, le Conseil fédéral relève que la proposition de l'initiative modifie la répartition des tâches entre cantons et Confédération avec une surcharge pour cette dernière d'environ 50 millions de francs.
Le parlement, de son côté, a décidé de proposer un contre-projet indirect à cette initiative sous la forme d'une loi qui doit pousser les cantons à adhérer au concordat en octroyant des subventions fédérales aux signataires.

### Votation
Soumise à la votation le 14 juin 2015, l'initiative est refusée par tous les cantons et par 72.5 % des suffrages exprimés. Le tableau ci-dessous détaille les résultats par cantons :